# Rana Dajani
Pour les articles homonymes, voir Dajani.
Rana Dajani  est une biologiste moléculaire jordanienne, professeure associée à l'université hachémite. 

## Biographie
Rana Dajani est née d'un père palestinien et d'une mère syrienne et elle détient un passeport jordanien. Elle se décrit comme « moitié palestinienne et moitié syrienne avec un passeport jordanien ». Elle est mère de quatre enfants.
Rana Dajani a obtenu un doctorat en biologie moléculaire en 2005, à l'université de l'Iowa. Elle fait partie du Radcliffe Institute for Advanced Study de l'université Harvard, et du programme Eisenhower Fellowships.
Elle travaille comme chargée de cours à l’Université de Philadelphie immédiatement après avoir obtenu son diplôme de maîtrise, elle enseigne ensuite pendant cinq ans à l’Académie d’Amman. À partir de 2005, elle est professeure adjointe puis professeure titulaire à l'Université hachémite. De 2009 à 2010, elle y est directrice du Centre for Service Learning, puis directrice du Centre d'études de la même université, de 2011 à 2012.
Depuis mars 2019, elle est membre du conseil consultatif de la Fondation du prix Mustafa. Pour le moment, elle est chercheuse invitée à l'Université de Richmond et consultante pour la société Alpha Sights.
Rana Dajani a également reçu deux bourses Fulbright,. Elle est a été professeure invitée au centre de recherche sur les cellules souches de l'université Yale, et chercheuse invitée à l'université de Cambridge ainsi qu'au centre de thérapie par les cellules souches, en Jordanie.
Rana Dajani s'engage dans des projets de mentorat afin de soutenir les femmes scientifiques, avec Mentornet, AMENDS, soutenu par l'université de Stanford et WISAY à Yale.
Elle participe à la fondation de l'Académie mondiale islamique pour les jeunes scientifiques (Islamic World Academy for Young Scientists, ICESCO).
Elle a été nommée Expert en réforme de l'enseignement supérieur par TEMPUS Jordanie.
Rana Dajani travaille également comme journaliste indépendante depuis 2011 et consultante pour de nombreuses entreprises, comme DQS UL Jordan, Triangle Research Group et Epic Education.

## Distinctions et récompenses
La revue britannique Muslim, Science Magazine l'a saluée comme l'une des femmes scientifiques les plus influentes dans les pays musulmans ; et elle a été classée treizième parmi les « 100 femmes arabes les plus puissantes » dans le CEO Middle East Magazine.
L'ambassade des États-Unis en Jordanie, en collaboration avec le bureau de l'ambassade des États-Unis d'Amman chargé de l'environnement, de la science, de la technologie et de la santé pour le Moyen-Orient et Afrique du Nord l'a placée dans son tableau d'honneur des femmes scientifiques en 2015. Cette distinction lui a été conférée en vertu de son travail à propos des relations entre évolution biologique et islam, et particulièrement pour ses recherches pangénomiques sur le diabète, le cancer et les cellules souches. Elle a joué un rôle-clé pour établir les conditions juridiques permettant pour l'utilisation de la thérapie par les cellules souches en Jordanie, ouvrant la route à d'autres pays musulmans.
Dajani défend l'éducation scientifique pour les femmes, ainsi que la théorie de l'évolution, en lien avec l'islam. Elle a fondé et dirigé le programme « We Love Reading », qui plaide en faveur de l'alphabétisation des enfants dans plus de 30 pays. Ce projet vise à développer la lecture chez les enfants en mettant l'accent sur le plaisir de lire et s'appuie sur des lectures à voix haute. Le programme a également encadré et formé 730 femmes dans les techniques de storytelling. Il a reçu en 2017 le prix de  l'UNESCO King Sejong pour l'alphabétisation. 330 bibliothèques ont également été implantées à travers la Jordanie, aidant à l'alphabétisation de plus de 10 000 enfants, dont 60% de filles.  Elle a également reçu le prix Star Award 2015 pour l'innovation sociale ; la « Top Idea » OpenIDEO 2015 pour les enfants réfugiés, le Prix d'Alphabétisation de la Bibliothèque du Congrès en 2013, et en 2009 le prix Synergos pour les innovateurs sociaux du monde arabe.
En 2010, Dajani a été intronisée membre de la Clinton Global Initiative de la Fondation Clinton,. En 2014, elle a remporté le Prix WISE Qatar et la Médaille d'Honneur du roi Hussein.

## Publications et conférences
Dajani est un membre du conseil consultatif des femmes de l'organisation des Nations Unies pour la Jordanie. Elle a publié dans plusieurs revues à comité de lecture, dans Science, et dans Nature Elle a tenu des allocutions à l'Université de Cambridge, au Massachusetts Institute of Technology, à l'Université McGill, et  à la conférence du British Council sur « croyance dans le dialogue ».